# Elica controrotante

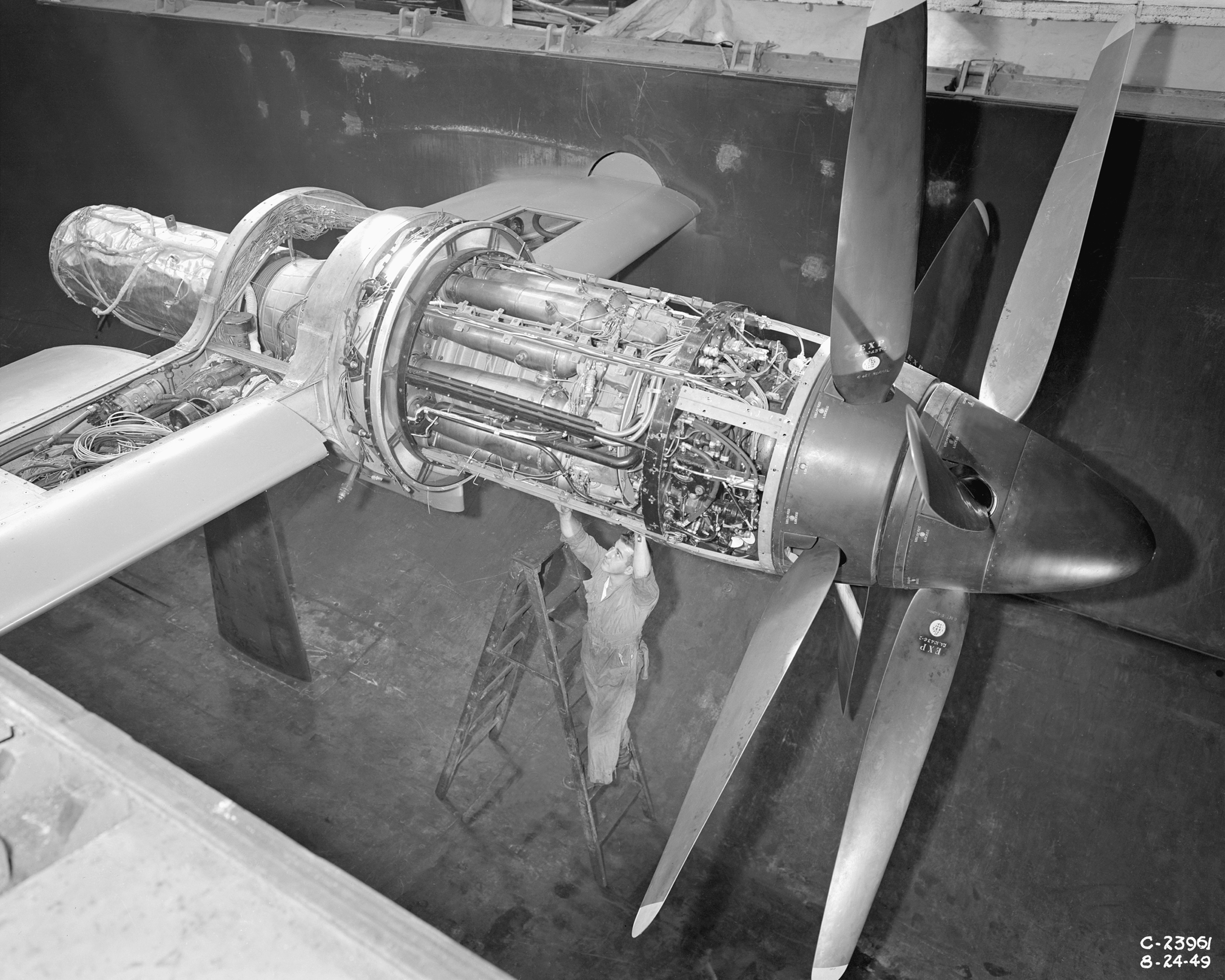
Un Armstrong Siddeley Python, motore a turbina sperimentale ad eliche controrotanti, sottoposto a prove in una galleria del vento della NACA nel 1949.

Il sistema a elica controrotante, noto anche come eliche coassiali controrotanti, utilizza la potenza di un motore, del tipo a pistoni o turboelica, per mettere in rotazione due eliche disposte lungo lo stesso asse, ma fatte girare con versi di rotazione opposti. Le eliche controrotanti sono di impiego comune in alcuni sistemi di trasmissione marini, in particolare nelle imbarcazioni da diporto medie e grandi. Le due eliche sono installate una dietro l'altra, e la potenza viene trasferita ad esse dal motore mediante un sistema di ingranaggi a planetario e satelliti o a ruote dentate. Il sistema a eliche controrotanti non va confuso con soluzioni propulsive a eliche che ruotano con verso di rotazione opposto e installate su motori diversi.

## Eliche controrotanti in aeronautica
Nel caso di volo a bassa velocità, la rotazione delle pale di un'elica fa sì che una quantità significativa della massa d'aria che fluisce attraverso il disco dell'elica venga trasformata in un flusso d'aria tangenziale o rotazionale. L'energia di tale flusso aerodinamico tangenziale alla direzione del moto è totalmente sprecata nello schema a singola elica e determina una riduzione del rendimento dell'elica.
Per utilizzare parte di questa energia, una seconda elica posta dietro la prima può estrarre energia anche dal flusso d'aria perturbato che la investe. Se ben progettato, un sistema a eliche controrotanti non ha flussi d'aria di tipo rotazionali in uscita e crea una spinta uniforme attraverso il disco dell'elica, causando minori perdite e producendo un aumento delle prestazioni.
Inoltre, il flusso d'aria tangenziale generato da un'elica, se presente, causa problemi di manovrabilità a basse velocità perché, se investe gli stabilizzatori verticali, cioè deriva e timone, genera una forza che tende a far imbardare l'aeromobile verso destra o sinistra a seconda del verso di rotazione delle pale. 
Il disegno a eliche controrotanti serve anche a contrastare il momento imbardante asimmetrico (P-factor) che si genera negli aeromobili ad elica quando assumono un assetto non perfettamente orizzontale come accade in talune condizioni di volo ad alto angolo di attacco o in alcune configurazioni di carrello durante la corsa a terra. Alcuni sistemi controrotanti vengono progettati per essere usati solo al decollo e ottenere la massima spinta ed efficienza in quelle condizioni. Terminata la manovra, una delle eliche viene disconnessa durante il volo di crociera per aumentarne l'autonomia.

## Caratteristiche
È stato verificato che i sistemi ad eliche controrotanti sono tra il 6% e il 16% più efficienti dei sistemi con una sola elica convenzionale. Di contro la soluzione risulta molto rumorosa con aumenti del rumore in asse, avanti e dietro, fino a 30 dB e lungo direzioni tangenziali di 10 dB. La maggior parte del rumore supplementare può essere misurata nel campo delle alte frequenze. Questo sostanziale problema di aumento del rumore limiterà la diffusione di questa disposizione delle eliche nelle applicazioni aeronautiche commerciali finché non verrà risolto. Una delle possibilità è quella di racchiudere le eliche in una cappottatura che le intubi. È anche valido sul fronte dell'abbattimento del rumore l'accorgimento di realizzare le due eliche con diverso numero di pale tra anteriore e posteriore, come per esempio: quattro pale per l'elica anteriore e cinque per quella posta dietro la prima.
L'efficienza delle eliche controrotanti ha come contraltare una maggiore complessità meccanica del sistema. Per questa ragione la soluzione a eliche controrotanti per aerei o a rotori controrotanti per elicotteri è impiegata negli aeromobili militari e in applicazioni navali come i siluri dove la necessità di maggior manutenzione e i relativi aumenti dei costi non sono in alcuni casi il requisito prioritario.

## Aerodine

### Aerei
- Antonov An-22
- Antonov An-70
- Arsenal VB 10
- Avro 696 Shackleton
- Blackburn B-54
- Boeing XF8B
- Bolkhovitinov S
- Bristol Brabazon
- Bugatti 100P
- Curtiss XF14C
- Curtiss XBTC
- Curtiss XP-60C
- Curtiss XP-62
- Douglas A2D Skyshark
- Douglas XB-42 Mixmaster
- Douglas XTB2D Skypirate
- Fairey Gannet
- Fisher P-75 Eagle
- Hughes XF-11 (solo primo prototipo)
- Kawasaki Ki-64
- Koolhoven F.K.55
- Latécoère 299A
- Martin-Baker MB 5
- Nakajima G10N
- North American XA2J Super Savage
- Northrop YB-35
- Northrop XP-56 Black Bullet
- Republic XP-72 (solo secondo prototipo)
- Short Sturgeon
- SNCASO SO-8000 Narval
- Supermarine Seafang
- Supermarine Spitfire (alcune varianti di tarda produzione con motore Rolls-Royce Griffon)
- Supermarine Seafire (alcune varianti di tarda produzione con motore Rolls-Royce Griffon)
- Tupolev Tu-91
- Tupolev Tu-95
- Tupolev Tu-114
- Tupolev Tu-126
- Tupolev Tu-142
- Westland Wyvern

### Elicotteri
- PKZ 2
- Kamov Ka-8
- Kamov Ka-10
- Kamov Ka-15
- Kamov Ka-18
- Kamov Ka-20
- Kamov Ka-25
- Kamov Ka-26
- Kamov Ka-27
- Kamov Ka-50
- Kamov Ka-115
- Kamov Ka-126
- Kamov Ka-226
- Sikorsky S-69
- Sikorsky X2

### Convertiplani
- Convair XFY Pogo
- Heinkel Lerche
- Hiller X-18
- Lockheed XFV

### Idrovolanti ed ekranoplani
- Alekseev A-90 Orlyonok
- Convair R3Y Tradewind
- Kawanishi E15K
- Kawanishi N1K1 (solo primo prototipo)
- Macchi-Castoldi M.C.72
- Saunders-Roe SR.45 Princess
- Supermarine Seagull (1948)

## Navi
- Cristoforo Colombo (veliero)

## Siluri
- G7a
- Kaiten (tutti i tipi)
- Mk 44
- Tipo 65
- Tipo 93